# 特雷克兰
特雷克兰（法語：Tréclun，法語發音：[tʁeklœ̃]）是法国科多尔省的一个市镇，属于第戎区。

## 地理
特雷克兰（47°11'25"N, 5°17'28"E）面积5.68 平方千米，位于法国勃艮第-弗朗什-孔泰大區科多尔省，该省份为法国中东部省份，北起奥布省，西接涅夫勒省和约讷省，南至索恩-卢瓦尔省，东南接汝拉省，东临上索恩省，东北部与上马恩省接壤。
与特雷克兰接壤的市镇（或旧市镇、城区）包括：维莱莱波、尚多特尔、普吕韦、苏瓦朗、特鲁昂、塔尔。

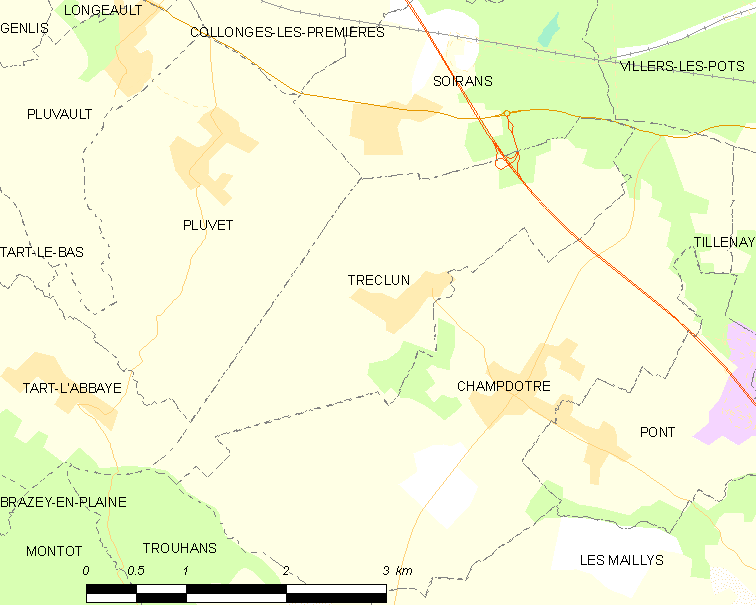
特雷克兰的OSM定位图

特雷克兰的时区为UTC+01:00、UTC+02:00（夏令时）。

## 行政
特雷克兰的邮政编码为21130，INSEE市镇编码为21643。

## 政治
特雷克兰所属的省级选区为欧克索讷县。

## 人口

1962-2008年间特雷克兰人口变化图示

特雷克兰于2022年1月1日时的人口数量为425人。